# Pierre Frémond
Pour les articles homonymes, voir Frémond.
Pierre Frémond, né à Charlottenburg, près de Berlin, le 24 janvier 1910 et mort à Brancourt, dans l'Aisne le 6 novembre 1996, est un Français libre, Compagnon de la Libération.

## Résistance
De nom d'origine Peter Freund, il naît dans une famille juive allemande d'un père avocat et d'une mère pianiste. 
Il participe à la guerre de 1939-1940 dans le 21e Régiment de tirailleurs algériens, et est blessé le 24 mai 1940. Il embarque à la pointe de Grave avec des blessés anglais, grâce à un déguisement, après que Pétain a demandé de cesser le combat, et arrive à le 21 juin 1940 à Londres, où il s'engage dans la France libre.
Dans la 13e demi-brigade de Légion étrangère puis la 2e brigade française libre, il participe à la bataille de Dakar (septembre 1940), à celle d'Érythrée, à celle de Syrie (juin 1941), à la bataille d'El Alamein (octobre 1942), la campagne de Tunisie (1943). Il participe enfin à la campagne d'Italie, puis au débarquement de Provence en août 1944.
Après la guerre, il exerce en France la fonction de conseil juridique, ayant eu un diplôme d'avocat en Allemagne avant-guerre. Il est considéré comme un spécialiste du droit de la photographie et de l'image.

## Décorations
- Commandeur de la Légion d'honneur
- Compagnon de la Libération par décret du 17 novembre 1945[1]
- Croix de guerre 1939–1945 (3 citations)
- Médaille de la Résistance française par décret du 24 avril 1946[2]
- Croix du combattant volontaire de la Résistance
- Insigne des blessés militaires
- Médaille coloniale avec agrafes "Erythrée", "AFL", "Libye", "Tunisie"
- Médaille commémorative des services volontaires dans la France libre

## Ouvrages
- Droit de la photographie, Dalloz, 1973
- Un free French dans les coulisses de la Seconde Guerre mondiale, La Pensée universelle, 1994

## Sources
1. ↑  « Pierre FRÉMOND », sur Musée de l'Ordre de la Libération (consulté le 19 mai 2022)
2. ↑  « - Mémoire des hommes », sur www.memoiredeshommes.sga.defense.gouv.fr (consulté le 19 mai 2022)